# Onobrychis amoena
Onobrychis amoena là một loài thực vật có hoa trong họ Đậu. Loài này được Popov & Vved. miêu tả khoa học đầu tiên.